# Orchideae
Tribu
Les Orchideae sont une tribu de plantes à fleur de la famille des Orchidaceae (Orchidées) et de la sous-famille des Orchidoideae.

## Liste des sous-tribus et non-classés
Selon NCBI (9 juin 2013) :
- tribu des Orchideae
  - sous-tribu des Brownleeinae
  - sous-tribu des Disinae
  - sous-tribu des Orchidinae
  - non-classé Orchideae incertae sedis

## Publication originale
- (nl) P. Vermeulen, dans Jacobus Landwehr, Wilde Orchideeen van Europa, vol 2, 1977, p. 556